# Fotbalový klub Mladá Boleslav 2008-2009
Questa voce raccoglie le informazioni riguardanti il Mladá Boleslav nelle competizioni ufficiali della stagione 2008-2009.

## Rosa
| N. |                      | Ruolo | Calciatore    |
| -- | -------------------- | ----- | ------------- |
| 1  | Rep. Ceca (bandiera) | P     | Michal Vorel  |
| 2  | Serbia (bandiera)    | D     | Marko Đalović |
| 3  | Rep. Ceca (bandiera) | C     | Tomáš Fabián  |
| 4  | Rep. Ceca (bandiera) | D     | Adrian Rolko  |
| 5  | Rep. Ceca (bandiera) | D     | Tomáš Janíček |
| 6  | Rep. Ceca (bandiera) | D     | Václav Kalina |
| 8  | Rep. Ceca (bandiera) | A     | Ivo Táborský  |
| 10 | Rep. Ceca (bandiera) | A     | Marek Kulič   |
| 11 | Rep. Ceca (bandiera) | C     | Ondřej Kúdela |
| 12 | Rep. Ceca (bandiera) | P     | Jan Šeda      |
| 13 | Rep. Ceca (bandiera) | C     | Tomáš Poláček |

| N. |                       | Ruolo | Calciatore            |
| -- | --------------------- | ----- | --------------------- |
| 14 | Francia (bandiera)    | C     | Ludovic Sylvestre     |
| 16 | Rep. Ceca (bandiera)  | A     | Luboš Pecka           |
| 17 | Rep. Ceca (bandiera)  | D     | Jan Rajnoch           |
| 18 | Francia (bandiera)    | C     | Alexandre Mendy       |
| 19 | Rep. Ceca (bandiera)  | A     | Jan Chramosta         |
| 20 | Rep. Ceca (bandiera)  | C     | Jan Kysela            |
| 21 | Etiopia (bandiera)    | A     | Fikru-Teferra Lemessa |
| 26 | Rep. Ceca (bandiera)  | D     | Václav Procházka      |
| 27 | Rep. Ceca (bandiera)  | P     | Miroslav Miller       |
| 30 | Rep. Ceca (bandiera)  | A     | Radim Nečas           |
| 33 | Slovacchia (bandiera) | C     | Lukáš Opiela          |
| -  | Rep. Ceca (bandiera)  | C     | Ondřej Zahustel       |